# Всеукраинская математическая олимпиада
Всеукраинская математическая олимпиада — ежегодное соревнование школьников Украины по математике.
ВМО проводится для школьников 8—11 классов. Если ученик учится в классе ниже восьмого, то он может попасть на олимпиаду как восьмиклассник.
ВМО проводится весной (в конце марта) в разных городах Украины, каждый год в некотором городе. Проходит в два тура, два дня подряд. В каждом туре участникам предлагается 4 задачи и 4 часа на их решение (до 2006 года восьмиклассникам предлагалось 3 задачи на 3 часа). Полное решение каждой задачи оценивается в 7 баллов, поэтому можно получить максимум 56 баллов.

## Места проведения[1]
| 2018 — Одесса 2017 — Чернигов 2016 — Запорожье 2015 — Черновцы 2014 — Киев 2013 — Львов 2012 — Кировоград 2011 — Донецк 2010 — Полтава 2009 — Ровно 2008 — Днепропетровск 2007 — Евпатория 2006 — Ивано-Франковск 2005 — Мукачево 2004 — Львов 2003 — Черкассы 2002 — Каменец-Подольский 2001 — Тернополь 2000 — Сумы 1999 — Запорожье 1998 — Николаев 1997 — Одесса | 1996 — Севастополь 1995 — Ивано-Франковск 1994 — Херсон 1993 — Ровно 1992 — Чернигов 1991 — Винница 1990 — Днепропетровск 1989 — Черкассы 1988 — Луцк 1987 — Тернополь 1986 — Ровно 1985 — Черновцы 1984 — Херсон 1983 — Ужгород 1982 — Николаев 1981 — Симферополь 1980 — Кировоград 1979 — Ворошиловград | 1978 — Полтава 1977 — Хмельницкий 1976 — Ивано-Франковск 1975 — Запорожье 1974 — Днепропетровск 1973 — Львов 1972 — Винница 1971 — Донецк 1970 — Черновцы 1969 — Ужгород 1968 — Одесса 1967 — Харьков 1966 — Киев 1965 — Киев 1964 — Киев 1963 — Киев 1962 — Киев 1961 — Киев |